# Marta Ubach
Marta Ubach (Lisboa) é uma pintora portuguesa, vive e trabalha em Lisboa.

## Biografia
Marta Ubach nasceu e vive em Lisboa. Estudou Design, depois Artes, Pintura, Desenho e História de Arte. É em torno das Artes Plásticas que desenvolve a sua vida enquanto Professora e Artista, sendo a sua grande paixão o Desenho e a Pintura. Nas suas viagens pela História e estórias, Marta Ubach encontra lugares e gentes que são a nossa memória comum, procurando sempre uma maturidade artística.
Faz exposições individuais e coletivas desde 1998, e trabalhou com diferentes galerias como a Arte Constante e a PedroSem e actualmente com a Galeria das Salgadeiras. A relação com a Galeria das Salgadeiras tem percurso de muitos anos, iniciado em 2003, e nela Marta Ubach desenvolveu já vários projectos expositivos.
É representada pela Galeria das Salgadeiras.

## Exposições

#### Individuais
2023. "Não sei quem são mas são os de sempre". Galeria das Salgadeiras. Lisboa.
2019. «Da torre». Galeria das Salgadeiras. Lisboa.
2017. «Devagar». Teatro Municipal Baltazar Dias. Funchal. Madeira.
2015. «Devagar». Galeria das Salgadeiras. Lisboa.
2009. «Pinturas de Bolso». Galeria das Salgadeiras. Lisboa.
2007. «Em papel». Galeria das Salgadeiras. Lisboa.
2005. «A quatro mãos», em parceria com São Nunes. Galeria Alberto Sarmento. Lisboa.
2005. «São Sebastião da Pedreira», em parceria com Jaime Vasconcelos. Galeria das Salgadeiras. Lisboa.
2004. «Viagem Sentimental». Galeria do Príncipe Real. Lisboa.
2003. «Magenta». Galeria das Salgadeiras. Lisboa.
2002. «Açorianos». C. M. de Ponta Delgada, com o apoio da Fundação Calouste Gulbenkian. Açores.
2001. «14 x 14». Galeria Pedro Sem. Lisboa.
2000. «Recenseamento». Galeria Artkonstant. Lisboa.
1998. «Marta Ubach». Galeria Artkonstant. Lisboa.

#### Coletivas
2016. «Utopia, hoje», com a curadoria de Ana Matos, integrado no FOLIO. Museu Abílio. Óbidos.
2014. «Grifo». Galeria das Salgadeiras. Lisboa.
2012. «Festa». Galeria das Salgadeiras. Lisboa.
2009. «Pessoas» - Galerista por um dia... Rodrigo Leão. Galeria das Salgadeiras. Lisboa.
2008. «Mulheres de Sal» - Galerista por um dia... Bárbara Guimarães. Galeria das Salgadeiras. Lisboa.
2008. «Contar os dias pelos dedos e encontrar a mão cheia». Centro Cultural do Cartaxo. Cartaxo.
2008. «Contar os dias pelos dedos e encontrar a mão cheia». Galeria das Salgadeiras. Lisboa.
2006. «I = II». Galeria das Salgadeiras. Lisboa.
2006. Colectiva de 3º Aniversário. Galeria das Salgadeiras. Lisboa.
2005. «I = II». Galeria das Salgadeiras. Lisboa.
2005. «Pequeno formato» – Colectiva de 2º aniversário. Galeria das Salgadeiras. Lisboa.
2005. «Bairro Alto – Colectiva de 10 Artistas Portugueses». Itinerante na Província de Granada. Espanha.
2002. Salão Internacional de Arte. Câmara Municipal de Oeiras – Angar 7. Oeiras.
2001. Bienal de Vila Nova de Cerveira. Vila Nova de Cerveira.
2001. Bienal do Montijo. Montijo.
1999. «Nova Pintura». Solar de Santa Maria de Óbidos. Óbidos.
1999. Bienal de Vila Nova de Cerveira. Vila Nova de Cerveira.
1999. Bienal do Montijo. Montijo.
1998. Colectiva Artilimitada. Cordoaria Nacional. Lisboa.
1997. Bienal de Vila Nova de Cerveira. Vila Nova de Cerveira.

## Livros coletivos
2022. “Untitled”. Galeria das Salgadeiras.